# Jacobus De Neve
Jacobus Vincentius De Neve (Eeklo, 28 februari 1748 - Berbice, 5 juni 1799) was een pastoor in het Belgisch dorp Westkapelle. Hij werd in 1798, samen met 119 andere priesters tijdens de Franse tijd in België naar Guyana gedeporteerd en stierf in ballingschap in Berbice in 1799.

## Biografie
Jacobus De Neve werd priester gewijd op 21 december 1773 en was eerst onderpastoor in Koolskamp en Adegem. In Frankrijk moeten priesters de eed van trouw zweren aan de Constitution civile du clergé (Burgerlijke wet van de clerus) die in 1790 van kracht werd. Zij die dit weigerden konden vluchten of werden opgesloten. Dat zorgde voor een toevlucht van Franse priesters in het westen van België. Toen België in 1794 door de Fransen werd geannexeerd werden Franse wetten hier ook van kracht. De Neve werd opgepakt toen hij weigerde trouw te zweren aan die wet en de republiek, de eed van haat te zweren en staatsambtenaar te worden.

### Het ontstaan van de vete tussen de pastoor en de commissaris
Het pastoraal huis was de inzet van de machtsstrijd tussen De Neve en de plaatselijke commissaris J. Verburgh die het gebouw voor een gedeelte wilde bezetten. De Neve kreeg de steun van zijn parochianen terwijl de tot dan toe loyale toepassing van de republikeinse wetgeving ervoor zorgde dat de pastoor aan erger ontsnapte. De situatie veranderde toen de royalisten in Frankrijk aan macht wonnen en het Directoire besloot tot een staatsgreep op 4 september 1797. Antigodsdienstige en kerkelijke maatregelen die eerst door een democratische meerderheid dreigden te worden afgeschaft moesten onmiddellijk en streng worden uitgevoerd.
Commissaris Verburgh zag de kans pastoor De Neve, een hinderpaal voor zijn macht in de hoofdplaats van het kanton Westkapelle, af te schilderen als vijand van de republiek en hem zo te liquideren. De eerste bevolkingsregisters werden aangelegd maar ook lijsten van degenen die het nieuwe bewind niet genegen waren, van beëdigde en onbeëdigde priesters, van vluchters of ondergedokenen. Verburgh was verantwoordelijk voor het opstellen van een lijst met 38 priesters waaronder Jacobus De Neve alhoewel het document van het arrest en de veroordeling tot verbanning naar Guyana in Parijs werd ondertekend door Paul Barras.

### De dagen voor zijn arrestatie
Pastoor De Neve kreeg vanaf 5 september tien dagen de tijd om de eed van haat af te leggen maar weigerde, zoals voorlopig alle priesters van het kanton Damme en Westkapelle en ook kardinaal Joannes Henricus van Frankenberg die in 1804 als balling in Breda zou overlijden. De Neve vertelde zijn parochianen vanaf de preekstoel dat hij de eed weigerde maar dook niet onder. Hij legde zijn functies neer, leidde de kerkdiensten niet meer en verliet de pastorie. De Neve geraakte in een benarde situatie toen Verburgh  Amandus Debruyckere, een dominicaan uit Brugge die de eed wel had gezworen, als pastoor werd aangesteld in Westkapelle.
Op 16 februari l798 kwam de fatale veroordeling door het Directoire. De in de lijst vermelde personen moesten gearresteerd en gedeporteerd worden buiten het territorium van de republiek. Als Jacques De Neve, pastoor, gedomicilieerd te Westkapelle werd hij als 22e vermeld. Ook Jan de Bay, gewezen onderpastoor in Westkapelle en regent van de Bogaerdeschool te Brugge, stond op de lijst. Een escorte begeleidde de veroordeelden naar Rochefort, aan de Franse westkust.

### De tocht naar Cayenne en zijn dood
Samen met 118 andere priesters zette men De Neve op 1 augustus 1798 in Rochefort aan boord van de korvet La Bayonnaise. De oversteek begon op 8 augustus en verliep in erbarmelijke omstandigheden. Een brief uit 1800 van een zekere Dumon die pastoor was in Mannekensvere schetst de situatie aan boord en de dood van 10 bannelingen tijdens de vaart. In zijn brief vermeldt hij dat De Neve samen met hem en een aantal andere gedeporteerden een boot kochten van een visser om de hopeloze situatie in Cayenne te ontvluchten. Ze geraakten via tussenstations in Fort Oranje in de hoop Suriname te kunnen bereiken om vandaar terug te zeilen naar Europa. Ze kregen de raad, gezien de politieke situatie in Europa, om naar Berbice te gaan dat door Engeland in 1796 was veroverd. Tijdens de tocht door het binnenland bezweek Jacobus De Neve terwijl Dumon in op 22 augustus 1799 met een Engels schip in Liverpool geraakte en de verbanning overleefde.